# Dreamcatcher Company
Dreamcatcher Company (hangul: 드림캐쳐 컴퍼니) är ett sydkoreanskt skivbolag och en talangagentur bildad år 2008 av E-Tribe's Ahn Myung-won och Kim Young-deuk. Företaget grundades som Harvest Entertainment innan namnet ändrades 2009.

## Artister

### Nuvarande
|      |
| 4Men |

|     |
| Ben |

|            |
| Dal Shabet |

|                      |
| Dream Catcher (Minx) |

|       |
| Subin |

|       |
| V.O.S |